# Frederik Treschow til Brahesborg
 Der er flere personer med dette navn, se Frederik Treschow.
Frederik Wilhelm Rosenkilde Treschow, født Rosenkilde (5. juli 1811 i Roskilde, død 11. december 1869 på Brahesborg) var en dansk godsejer og kammerherre.
Han var adopteret søn af højesteretsadvokat og godsejer Frederik Treschow og Jensine Palæmona født Aagaard og overtog 1854 Brahesborg fra faderen. 1856 blev han kammerherre, og han var også medlem af Odense Amtsråd. 1867 blev han optaget i den danske adel.
26. marts 1836 ægtede han i Garnisons Kirke Andrea Bjørn Rothe (3. juni 1814 i Rønne - 23. november 1885 i København), datter af kontreadmiral og kammerherre Carl Adolph Rothe og Benedicte født Ulfsparre de Tuxen. Børn:
1. Carl Adolph Rothe Treschow (1839-1924)
2. Benedicte Ulfsparre Treschow (4. januar 1841 på Brahesborg - 17. december 1917 i København), gift 1. gang med Carl David Withusen (1822-1874), 2. gang med Lorenz Frølich
3. Frederik Vilhelm Treschow (1842-1876)
4. Christian Rosenkilde Treschow (1842-1905)

Han er begravet på Gamtofte Kirkegård.